# Гексахлоростаннат(IV) калия
Гексахлоростаннат(IV) калия — неорганическое соединение, комплексный хлорид металлов олова и калия с формулой K2[SnCl6], бесцветные кристаллы, растворимые в воде с гидролизом.

## Получение
- Нейтрализация гексахлоростанната(IV) водорода раствором едкого калия:

{\displaystyle {\mathsf {H_{2}[SnCl_{6}]+2KOH\ {\xrightarrow {}}\ K_{2}[SnCl_{6}]+2H_{2}O}}}
- Растворение хлорида олова(IV) в растворе хлорида калия:

{\displaystyle {\mathsf {SnCl_{4}+2KCl\ {\xrightarrow {}}\ K_{2}[SnCl_{6}]}}}

## Физические свойства
Гексахлоростаннат(IV) калия образует бесцветные кристаллы кубической сингонии, пространственная группа F m3m, параметры ячейки a = 0,998 нм, Z = 4.

## Химические свойства
- с концентрированными щелочами образует гексагидроксостаннаты:

{\displaystyle {\mathsf {K_{2}[SnCl_{6}]+6KOH\ {\xrightarrow {}}\ K_{2}[Sn(OH)_{6}]+6KCl}}}